# Романова Елеонора Олексіївна
Рома́нова Елеонора Олексіївна (нар. 17 серпня 1998, Краснодон, Луганська область) — російська (до 2016 — українська) спортсменка, художня гімнастка. Абсолютна чемпіонка України серед юніорів 2013 року.

## Життєпис
Народилася в м. Краснодон Луганської області. Батько — Олексій Вікторович, працює в сфері торгівлі. Матір — Уляна Володимирівна, медсестра дитячого протитуберкульозного санаторію. Молодша сестра — Майя, також займалась гімнастикою.

## Спортивна кар'єра
Елеонора Романова почала займатися гімнастикою у віці п'яти років під керівництвом тренера Бенько Ірини Юріївни. В одинадцять років потрапила до  школи Дерюгіних.
Виступати на міжнародній арені розпочала з юніорських змагань в сезоні 2011 року. На Кубку світу з художньої гімнастики 2012 року в Києві вона здобула командне срібло. Романова разом з партнеркою по збірній Анастасією Мульміною брала участь у Чемпіонаті Європи з художньої гімнастики серед юніорів 2012 року, кваліфікувавшись до фінальної частини у змаганнях зі стрічкою (8-ме місце) та обручем (6-те місце).
Сезон 2013 року Елеонора Романова розпочала зі змагань Гран-прі в Москві, де вона виграла срібло в індивідуальному багатоборстві, поступившись першим місцем лише росіянці Юлії Бравіковій. Вона також здобула бронзову медаль в індивідальному багатоборстві на Кубку Ірини Деляну 2013 року та виграла Чемпіонат України серед юніорів того ж року. Була членом юніорської збірної України на Чемпіонаті Європи з художньої гімнастики серед юніорів 2013 року у Відні, Австрія. 25-27 жовтня Романова брала участь у Чемпіонаті світу серед клубів із спортивної гімнастики (2013 Aeon Cup) в Токіо, Японія як член команди  школи Дерюгіних, де вона виборола бронзу в юніорській першості в індивідуальному багатоборстві та (разом зі старшими партнерками з Національної збірної команди України з художньої гімнастики Ганною Різатдіновою і Вікторією Мазур) виграла бронзу в загальнокомандній першості.
У сезоні 2014 року Елеонора Романова почала виступати у старшій групі. На Гран-прі у Холоні 2014 року вона здобула 7-й результат в індивідуальному багатоборстві, кваліфікувавшись до фінальної частини у змаганнях з м'ячем (3-тє місце) та обручем (7-ме місце). Свої перші дорослі змагання на Кубку світу Романова провела на Мінському етапі Кубку світу 2014 року, закінчивши змагання на 18-му місці в індивідуальному багатоборстві та пробившись до фіналу у вправах із булавами. 22-28 вересня Романова (разом із старшими партнерками Ганною Різатдіновою і Вікторією Мазур) представляла Україну на Чемпіонаті світу з художньої гімнастики 2014 року, на якому вони вибороли командну бронзу з результатом 135,515 очок. 17-19 жовтня Романова брала участь в Aeon Cup 2014 року в Токіо, де разом з партнерками по команді Школи Дерюгіних Ганною Різатдіновою і юніоркою Марією Мулик також здобули командну бронзу. В фіналі індивідуального багатоборства вона зайняла 9-те місце (після представниці Азербайджану Марини Дурунди). Романова також виступала в фіналі Гран-прі 2014 року в Іннсбруку, Австрія, де зайняла 6-те місце в індивідуальному багатоборстві. Вона кваліфікувалася до фіналу в усіх 4-х вправах, закінчивши змагання на 6-му місці у вправах з обручем, булавами та стрічкою та 5-му — у вправах з м'ячем.
У сезоні 2015 року Елеонора Романова виступала на турнірі L.A. Lights в Лос-Анджелесі, посівши 5 місце в індивідуальному багатоборстві. На Кубку Валентина 2015 року вона завоювала бронзові медалі у багатоборстві, вправах з обручем і м'ячем та зайняла 4-те місце у вправах із булавами та стрічкою. 14-15 березня Романова виступала на змаганнях Baltic Hoop-2015, здобувши 5-те місце в індивідуальному багатоборстві, срібло — у фіналі вправ із м'ячем та бронзу — у фіналі вправ з обручем. 27-29 березня вона зайняла 11-те місце в індивідуальному багатоборстві на етапі Кубку світу в Лісабоні. 10-12 квітня на етапі Кубку світу в Песаро Романова фінішувала 16-ю в індивідуальному багатоборстві. Цього року Елеонора Романова разом із старшими партнерками по збірній України Ганною Різатдіновою та Вікторією Мазур виборола командну бронзу на Чемпіонаті Європи з художньої гімнастики у Мінську. На Гран-прі у Холоні 2015 року Елеонора Романова зайняла 12-те місце в індивідуальному багатоборстві та 7-ме — у фіналі вправ із булавами. 15-21 червня цього ж року Елеонора Романова разом із Ганною Різатдіновою, Вікторією Мазур, Оленою Дмитраш, Валерією Гудим, Олександрою Грідасовою, Євгенією Гомон і Анастасією Возняк брала участь у І Європейських іграх у м. Баку, де посіла 16-те місце в індивідуальному багатоборстві. На турнірі MTK Cup у Будапешті 7-9 серпня Романова була 4-ю у вправах із обручем, п'ятою у вправах із м'ячем та 7-ю в індивідуальному багатоборстві. На етапі Кубку світу в Софії Елеонора була лише 18-ю в індивідуальному багатоборстві. У вересні на Чемпіонаті світу у Штутгарті Елеонора Романова разом із Ганною Різатдіновою та Вікторією Мазур здобули бронзові нагороди в командному заліку. Романова також драматично пробилася до фіналу в індивідуальному багатоборстві, лише на мізерні 0,008 бала випередивши Вікторію Мазур, проте через загострення травми не змогла поборотися за другу для України індивідуальну олімпійську ліцензію.
У лютому 2016 року в пресі з'явилися повідомлення про те, що батьки 17-річної Романової (які раніше проживали на окупованій Луганщині в місті Краснодон) несподівано, нікого не повідомивши, забрали доньку зі спортивного інтернату та нібито вивезли її за межі України.
2016 року отримала російське громадянство.